# 就業不能障害保険
日本における民間生命保険の一種である「就業不能障害保険」（しゅうぎょうふのうしょうがいほけん）は、第三分野保険に該当する保険商品である。
医療の高度化により従来であれば助からない命も助かるようになった反面、半身不随や寝たきりなどの障害が残ったために働くことができない患者数が増えてきた背景を下に、2010年半ば頃から保険会社各社から開始されるようになった。
保険料は年間一定額まで生命保険料控除の対象となり、区分は介護・医療保険料控除となる。

## 特徴
従来の医療保険のように入院日数などを基準とした給付ではなく、所定の就労不能状態などの給付要件を満たす場合に給与に替わって給付金を受けられる。働けない状態となっても生活に掛かる様々な支出（住居費や食事などの生活費）はかかり続けるため、不足する収入を補う目的で加入することが多い。特に自営業者など社会保障が一層手薄となる国民年金（障害基礎年金）加入者などは不足額を補う保障として加入が求められる。就業不能と定義されるため、65歳ないしは70歳までと加入期間・保障期間が区切られていることが多い。
就業不能給付金
毎月の給与のように定額で契約していた給付金額（月額○万円）を受け取る。また障害の程度によって給付額が○%だけとなるもの、支払い期間が○年となる等の内容が各社の設計により異なる。給付要件を満たした場合でも支払開始までの免責期間が短いもの（7日以上）、長いもの（1年6か月）など各社特徴が異なる。
就業不能一時金
給付開始までの免責期間が長い場合に一定の期間を要件が満たす場合にはその間の不足分を補うための給付金を一時金で支払うもの。特約として提供されることが多い。
就業不能状態となった場合の保険料支払免除
給付要件を満たした場合に保険料の払込が不要となる場合、保険料は継続して支払う場合など保険会社によって取り扱いが異なる。
給付の継続要件
症状が回復した場合、給付金の支払が停止される保険と継続される保険とがあり、保険会社によって取り扱いが異なる。
死亡保険金（給付金）
給付金の支払開始後に契約者（被保険者）が亡くなった場合に保険金として支払われる場合と支払われない場合とがあり、契約内容によって各社異なる。

## 類似する損害保険商品
- GLTD（Group Long Term Disability、団体長期障害所得補償保険）
代表的な保険会社：日立キャピタル損害保険[注釈 2]、あいおいニッセイ同和損害保険[注釈 3]長期障害所得補償保険